# Подойилова, Михала
Миха́ла Подойи́лова (чеш. Michala Podojilová, урожд. Миха́ла Соугра́дова, чеш. Michala Souhradová; род. Прага) — чешская кёрлингистка.
Играет в основном на позиции третьего.
Начала заниматься кёрлингом в 2000.

## Достижения
- Чемпионат Чехии по кёрлингу среди женщин: серебро (2004), бронза (2005, 2011).
- Чемпионат Чехии по кёрлингу среди смешанных команд: золото (2012), серебро (2005, 2010, 2011), бронза (2007).
- Чемпионат мира по кёрлингу среди юниоров (группа Б): бронза (2004).
- Первенство Европы по кёрлингу среди юниоров: бронза (2005).
- Чемпионат Чехии по кёрлингу среди юниоров: золото (2002, 2003, 2004), серебро (2000, 2001, 2005).

## Команды
| Сезон                                               | Четвёртый         | Третий            | Второй            | Первый            | Запасной                                   | Турниры                              |
| --------------------------------------------------- | ----------------- | ----------------- | ----------------- | ----------------- | ------------------------------------------ | ------------------------------------ |
| 1999—00                                             | Vendula Blažková  | Šárka Doudová     | Eva Štampachová   | Barbora Novotná   | Михала Соуградова                          | ЧЧЮ 2000                             |
| 2000—01                                             | Anna Cermanová    | Šárka Doudová     | Eva Štampachová   | Eva Seifertová    | Михала Соуградова, Каролина Пиларова       | ЧЧЮ 2001                             |
| 2001—02                                             | Anna Cermanová    | Šárka Doudová     | Eva Štampachová   | Eva Seifertová    | Михала Соуградова                          | ЧЧЮ 2002                             |
| 2002—03                                             | Anna Cermanová    | Šárka Doudová     | Михала Соуградова | Eva Seifertová    | Eva Štampachová                            | ЧЧЮ 2003                             |
| 2002—03                                             | Sárka Doudová     | Михала Соуградова | Anna Cernanová    | Eva Seifertová    | Каролина Пиларова                          | ЧМЮ-Б 2003 (4 место)                 |
| 2003—04                                             | Anna Cermanová    | Šárka Doudová     | Михала Соуградова | Eva Seifertová    | Eva Štampachová                            | ЧЧЮ 2004                             |
| 2003—04                                             | Sárka Doudová     | Eva Stampachova   | Anna Cernanová    | Eva Seifertová    | Михала Соуградова тренер: Jiri Lubina      | ЧМЮ-Б 2004                           |
| 2003—04                                             | Šárka Doudová     | Eva Štampachová   | Михала Соуградова | Eva Seifertová    | Anna Cermanová                             | ЧЧЖ 2004                             |
| 2004—05                                             | Sárka Doudová     | Eva Stampachova   | Anna Cernanová    | Eva Seifertová    | Михала Соуградова тренер: Jiri Lubina      | ПЕЮ 2005                             |
| 2004—05                                             | Beatrice Jahodová | Михала Соуградова | Ленка Черновска   | Яна Шиммерова     | Зузана Гайкова, Iveta Janatová             | ЧЧЮ 2005                             |
| 2004—05                                             | Eva Štampachová   | Михала Соуградова | Eva Seifertová    | Iveta Janatová    |                                            | ЧЧЖ 2005                             |
| 2006—07                                             | Гана Синачкова    | Ленка Даниелисова | Ленка Кучерова    | Каролина Пиларова | Михала Соуградова тренер: Суне Фредериксен | ЧЕ 2006 (8 место) ЧМ 2007 (11 место) |
| 2006—07                                             | Šárka Doudová     | Eva Štampachová   | Михала Соуградова | Iveta Janatová    | Eva Seifertová                             | ЧЧЖ 2007 (5 место)                   |
| 2007—08                                             | Šárka Doudová     | Eva Štampachová   | Михала Соуградова | Eva Seifertová    | Iveta Janatová                             | ЧЧЖ 2008 (4 место)                   |
| 2008—09                                             | Eva Štampachová   | Iveta Janatová    | Михала Соуградова | Eva Seifertová    |                                            | ЧЧЖ 2009 (5 место)                   |
| 2009—10                                             | Eva Štampachová   | Михала Соуградова | Eva Seifertová    | Klára Boušková    |                                            | ЧЧЖ 2010 (6 место)                   |
| 2010—11                                             | Eva Štampachová   | Михала Соуградова | Klára Boušková    | Eva Seifertová    | Anna Urbanová                              | ЧЧЖ 2011                             |
| 2011—12                                             | Eva Štampachová   | Михала Соуградова | Eva Seifertová    | Klára Boušková    | Kateřina Bičíková                          | ЧЧЖ 2012 (5 место)                   |
| 2012—13                                             | Eva Srnová        | Eva Seifertová    | Михала Соуградова | Klára Boušková    | Kateřina Bičíková                          | ЧЧЖ 2013 (6 место)                   |
| 2013—14                                             | Михала Соуградова | Anna Urbanová     | Kateřina Bičíková | Klára Boušková    | Ленка Черновска тренер: Давид Шик          | ЧЧЖ 2014 (6 место)                   |
| 2014—15                                             | Ленка Черновска   | Михала Соуградова | Anna Urbanová     | Eva Seifertová    | Kateřina Bičíková тренер: Давид Шик        | ЧЧЖ 2015 (6 место)                   |
| Кёрлинг среди смешанных команд (mixed curling)      |                   |                   |                   |                   |                                            |                                      |
| 2004—05                                             | Давид Шик         | Михала Соуградова | Pavel Menšík      | Anna Cermanová    |                                            | ЧЧСК 2005                            |
| 2006—07                                             | Михала Соуградова | Erik Šik          | Eva Štampachová   | Давид Шик         |                                            | ЧЧСК 2007                            |
| 2008—09                                             | Давид Шик         | Eva Štampachová   | Pavel Menšík      | Михала Соуградова |                                            | ЧЧСК 2009 (9 место)                  |
| 2009—10                                             | Давид Шик         | Eva Štampachová   | Pavel Menšík      | Михала Соуградова |                                            | ЧЧСК 2010                            |
| 2010—11                                             | Давид Шик         | Eva Štampachová   | Карел Угер        | Михала Соуградова | тренер: Суне Фредериксен                   | ЧЧСК 2011                            |
| 2011—12                                             | Давид Шик         | Eva Štampachová   | Marek David       | Михала Соуградова | Klára Boušková                             | ЧЧСК 2012                            |
| 2012—13                                             | Давид Шик         | Eva Štampachová   | Marek David       | Михала Соуградова | Erik Sikl, Klára Boušková                  | ЧЕСК 2012 (7 место)                  |
| 2013—14                                             | Давид Шик         | Eva Srnová        | Marek David       | Klára Boušková    | Михала Соуградова                          | ЧЧСК 2014 (6 место)                  |
| 2014—15                                             | Petr Štěpánek     | Михала Соуградова | Petr Horák        | Kateřina Bičíková |                                            | ЧЧСК 2015 (5 место)                  |
| 2015—16                                             | Petr Štěpánek     | Михала Соуградова | Petr Horák        | Kateřina Bičíková |                                            | ЧЧСК 2016 (7 место)                  |
| 2016—17                                             | Petr Štěpánek     | Михала Соуградова | Petr Horák        | Kateřina Bičíková |                                            | ЧЧСК 2017 (10 место)                 |
| Кёрлинг среди смешанных пар (mixed doubles curling) |                   |                   |                   |                   |                                            |                                      |
| 2011—12                                             | Михала Соуградова | Petr Horák        |                   |                   |                                            | ЧЧСП 2011 (4 место)                  |
| 2012—13                                             | Михала Соуградова | Petr Horák        |                   |                   |                                            | ЧЧСП 2012 (4 место)                  |
| 2014—15                                             | Михала Соуградова | Petr Horák        |                   |                   |                                            | ЧЧСП 2014 (18 место)                 |
| 2015—16                                             | Михала Соуградова | Petr Horák        |                   |                   |                                            | ЧЧСП 2015 (6 место)                  |
| 2016—17                                             | Михала Соуградова | Petr Horák        |                   |                   |                                            | ЧЧСП 2016 (26 место)                 |
| 2018—19                                             | Михала Подойилова | Petr Horák        |                   |                   |                                            | ЧЧСП 2018 (17 место)                 |

(скипы выделены полужирным шрифтом)